# Roșiori (okręg Satu Mare)
Roșiori – wieś w Rumunii, w okręgu Satu Mare, w gminie Valea Vinului. W 2011 roku liczyła 449 mieszkańców.